# Iron Butterfly
Iron Butterfly is een Amerikaanse psychedelische-rockband die zijn hoogtepunt kende eind jaren zestig van de 20e eeuw.
Ze werden bekend door hun grootste hit In-A-Gadda-Da-Vida van het gelijknamige album. Door hun psychedelische geluid worden ze voornamelijk geassocieerd met de hippiecultuur. Het album 'In-A-Gadda-Da-Vida' behoort tot de 40 best verkochte albums ooit, met meer dan 30 miljoen verkochte exemplaren wereldwijd.

## Geschiedenis

### 1966 - 1971
De band werd in 1966 in San Diego opgericht door Doug Ingle, Greg Willis, Jack Pinney en Danny Weis. Kort daarna sloot Darryl DeLoach zich aan, en in de garage van DeLoach' ouders werd vrijwel elke avond geoefend. Nog in 1966 verhuisde de band naar Los Angeles en vervingen Jerry Penrod en Bruce Morris respectievelijk Willis en Pinney, en Ron Bushy sloot zich aan toen Morris alweer snel vertrok. In 1967 werd hun debuutalbum Heavy opgenomen, waarna iedereen de band verliet, behalve Ingle en Bushy. Om het album in de schappen te krijgen moest de band echter blijven toeren, en de overgebleven leden zochten versterking door bassist Lee Dorman en gitarist Erik Brann aan te trekken. In 1968 werd het album 'Heavy' uitgebracht op het ATCO label, een onderdeel van Atlantic Records.
Ingle, Bushy, Dorman en Brann namen ook het tweede album, In-A-Gadda-Da-Vida op met daarop het gelijknamige nummer, dat 17 minuten duurt. Dit nummer werd in een ingekorte versie een hit, kwam in de Amerikaanse Top-30 en bezette in Nederland de negende plaats in de Top 40. Tegen het einde van 1970 waren er drie miljoen exemplaren verkocht en het album won in december 1968 goud bij de RIAA. 
De band werd in 1969 geboekt voor het muziekfestival in Woodstock, maar ze kwamen vast te zitten op een vliegveld. Hun manager nam contact op met de organisatie van Woodstock met de eis dat de band met een helikopter zou worden ingevlogen, hun optreden zou doen, en direct weer zou worden teruggebracht naar het vliegveld. Hij kreeg te horen dat dit zou worden overwogen, maar Bushy verklaarde later: "We gingen drie keer naar de autoriteiten van het vliegveld, en wachtten op de heli, maar die hebben we nooit gezien".
Het album dat daarna uitkwam was Ball en daarmee werd een derde plaats in de Amerikaanse hitlijsten gehaald. In 1970 verliet Brann de groep en kwamen Mike Pinera en Larry Reinhardt de band versterken. In die line-up werd het album Metamorphosis opgenomen, en alhoewel ook dit album in de Top 20 kwam, verliet Ingle spoedig daarna de band. De vier overige leden, nu zonder keyboardspeler, gaven het nummer Silly Sally uit, maar dat bleek geen succes. Na het laatste concert op 23 mei 1971 gaven ze er de brui aan, en Dorman en Reinhardt zouden vervolgens Captain Beyond oprichten.

### 1974 - 1985
In 1974 kwamen Ron Bushy en Eric Brann, aangevuld met bassist Philip Taylor Kramer en toetsenist Howard Reitzes weer bij elkaar om de band nieuw leven in te blazen. Bushy nam de zang voor zijn rekening, wat hij incidenteel in de eerste line-up ook al had gedaan. In deze bezetting gaven zij in januari 1975 het album Scorching Beauty uit, en in oktober van datzelfde jaar volgde het album Sun and Steel, waarbij Bill DeMartines Reitzes vervangen had. Beide albums stonden ver af van het originele geluid van Iron Butterfly, en werden slechter ontvangen dan de voorgaande albums.
In 1978 overleed de toenmalige bassist Keith Ellis in Duitsland, en de band werd vervolgens aangevuld met Bobby Hasbrook als gitarist en Erik Braun, Bobby Caldwell, en John Leimseider. In 1985 overleed ook tijdelijk bassist Kurtis Teal aan hartfalen. Na Teals dood viel de band uit elkaar.

### 1987 - heden

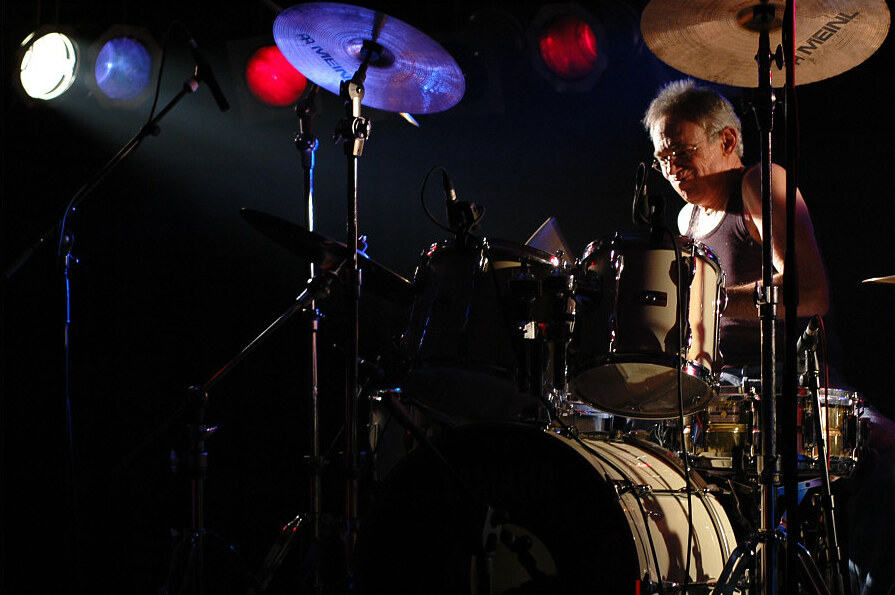
Ron Bushy in Duitsland in mei 2005

In 1987 kwam de band opnieuw bij elkaar en werd in 2002 versterkt met Charlie Marinkovich, en in 2005 met Martin Gerschwitz. In 2002 overleed DeLoach aan leverkanker en op 31 juli 2003 overleed Eric Brann aan een hartaanval. Hij was toen 52 jaar.
In 2004 was de band in Nederland te zien op het Arrow Rock Festival te Lichtenvoorde. In 2010 ontving de band een Lifetime Achievement Award tijdens de 20e Annual San Diego Music Awards. Later dat jaar verving drummer Ray Weston (ex-Wishbone Ash) Ron Bushy toen Bushy met gezondheidsproblemen werd geconfronteerd. In 2012 verving Phil Parlapiano Martin Gerschwitz.
Op 2 januari 2012 overleed Larry "Rhino" Reinhardt aan levercirrose, en op 21 december van dat jaar werd basgitarist Lee Dorman dood aangetroffen in zijn auto.

## Discografie

### Albums
| Album met eventuele hitnotering(en) in de Nederlandse Album Top 100 | Datum van verschijnen | Datum van binnenkomst | Hoogste positie | Aantal weken | Opmerkingen   |
| ------------------------------------------------------------------- | --------------------- | --------------------- | --------------- | ------------ | ------------- |
| Heavy                                                               | 1968                  | -                     | -               | -            |               |
| In-A-Gadda-Da-Vida                                                  | 1968                  | 11-07-1970            | 5               | 12           |               |
| Ball                                                                | 1969                  | -                     | -               | -            |               |
| Metamorphosis                                                       | 1970                  | -                     | -               | -            |               |
| Live                                                                | 1970                  | -                     | -               | -            | Livealbum     |
| Evolution: The Best of Iron Butterfly                               | 1971                  | -                     | -               | -            | Verzamelalbum |
| Star Collection                                                     | 1973                  | -                     | -               | -            | Verzamelalbum |
| Scorching Beauty                                                    | 1975                  | -                     | -               | -            |               |
| Sun and Steel                                                       | 1975                  | -                     | -               | -            |               |
| Rare Flight                                                         | 1988                  | -                     | -               | -            | Verzamelalbum |
| Light & Heavy: The Best of Iron Butterfly                           | 1993                  | -                     | -               | -            | Verzamelalbum |
| Fillmore East 1968                                                  | 2011                  | -                     | -               | -            | Livealbum     |
| Live at the Galaxy 1967                                             | 2014                  | -                     | -               | -            | Livealbum     |
| Live in Copenhagen 1971                                             | 2014                  | -                     | -               | -            | Livealbum     |
| Live in Sweden 1971                                                 | 2014                  | -                     | -               | -            | Livealbum     |

### Singles
| Single met eventuele hitnotering(en) in de Nederlandse Top 40 | Datum van verschijnen | Datum van binnenkomst | Hoogste positie | Aantal weken | Opmerkingen                |
| ------------------------------------------------------------- | --------------------- | --------------------- | --------------- | ------------ | -------------------------- |
| Don't Look Down on Me                                         | 1967                  | -                     | -               | -            |                            |
| Unconscious Power                                             | 1968                  | -                     | -               | -            |                            |
| In-A-Gadda-Da-Vida                                            | 1968                  | 29-08-1970            | 9               | 10           | Nr. 7 in de Single Top 100 |
| Soul Experience                                               | 1969                  | -                     | -               | -            |                            |
| In the Time of Our Lives                                      | 1969                  | -                     | -               | -            |                            |
| I Can't Help But Deceive You Little Girl                      | 1969                  | -                     | -               | -            |                            |
| Easy Rider (Let the Wind Pay the Way)                         | 1970                  | -                     | tip 15          | -            |                            |
| Silly Sally                                                   | 1971                  | -                     | -               | -            |                            |
| Pearly Gates                                                  | 1975                  | -                     | -               | -            |                            |
| High on a Mountain Top                                        | 1975                  | -                     | -               | -            |                            |
| Beyond the Milky Way                                          | 1975                  | -                     | -               | -            |                            |
| I'm Right, I'm Wrong                                          | 1975                  | -                     | -               | -            |                            |

### NPO Radio 2 Top 2000
| Nummer met noteringen in de NPO Radio 2 Top 2000 | '99 | '00 | '01 | '02 | '03 | '04 | '05 | '06 | '07 | '08 | '09 | '10 | '11 | '12 | '13 | '14 | '15 | '16 | '17 | '18  | '19  | '20  | '21  | '22  | '23  | '24  |
| ------------------------------------------------ | --- | --- | --- | --- | --- | --- | --- | --- | --- | --- | --- | --- | --- | --- | --- | --- | --- | --- | --- | ---- | ---- | ---- | ---- | ---- | ---- | ---- |
| In-A-Gadda-Da-Vida                               | 156 | 148 | 333 | 291 | 148 | 268 | 307 | 331 | 372 | 272 | 387 | 398 | 500 | 461 | 558 | 541 | 638 | 787 | 772 | 1206 | 1100 | 1216 | 1235 | 1249 | 1223 | 1104 |

1. ↑  Een vetgedrukt getal geeft de hoogste notering aan.